# Tres mujeres
Tres mujeres (lit. Três Mulheres) é uma telenovela mexicana produzida por Roberto Hernández Vázquez para a Televisa e exibida pelo Canal de las Estrellas entre 22 de março de 1999 e 14 de abril de 2000.
É uma história original de Martha Carrillo e Cristina García e adaptada por Ximena Suárez.
A trama foi protagonizada por Karyme Lozano, Erika Buenfil e Norma Herrera como as três mulheres, junto a Jorge Salinas, Pedro Armendáriz Jr. e Alexis Ayala, com as participações antagônicas de Sergio Sendel, Alejandro Tommasi, René Casados, Laura Flores, Arleth Terán e Ricardo Dalmacci.
Devido ao grande sucesso da telenovela, seus capítulos foram prorrogados por mais de 3 vezes do que o original, e terminou com 60 capítulos a mais, num total de 285 episódios.

## História
Fátima é uma mulher forte e determinada  de bom caráter. Ela é uma jovem integrante da família Uriarte Saraldi, composta de sua mãe Greta, Gonzalo seu pai e seus irmãos Santiago e Barbara. A família Uriarte Saraldi tem uma aparente harmonia na intimidade, mas só respira o desafeto, inveja e frustração. Fátima tem apenas o apoio de seu pai, enquanto seus irmãos e sua mãe sempre aparentam estar contra ela. 
Fátima se entrega por amor a um homem ambicioso, seu namorado Adrián um homem machista que aprendeu que o amor é possessão. A partir do momento em que ela se torna sua, ela acredita que ela está sob seu domínio. A relação entre eles mudou como resultado da que a primeira vez. Adrián passa a assediar Fátima em todos os momentos, apesar de ser amante de Brenda, sua assistente. Então, desiludida e perturbada pela mudança de comportamento de seu namorado, Fátima coloca seus olhos sobre Sebastian.
Sebastian é um homem reservado, livre e honesto que dá valor à mulher por ser ela mesma, não importa seu passado e seu amores e sua virgindade. Sebastian decide abandonar a sua residência no Canadá para vir trabalhar com seu pai Frederico na empresa de bebidas da família. Sebastian e Federico ter um mau relacionamento por causa da distância que sempre viveram. 
Também trabalha na empresa de Adrián, Sebastián que não só se torna um rival no trabalho, mas também no amor. Sebastian que se apaixonará por Fátima, mas Adrian não permitirá que eles sejam felizes, e será capaz de tudo para recuperar o amor de Fátima e sua posição na empresa.
Fátima tenta encontrar apoio em sua irmã Barbara, mas ela  cresceu sob as restrições e preconceitos sociais impostos pela sua mãe. Até não a compreende dizendo que, se ela se entregou ao seu namorado  deve desistir de se casar com Adrián e voltar para Sebastian. É muito severa e rigorosa, não sabendo que a vida possui uma surpresa. 
Barbara é casada com Mario por mais de 10 anos. A partir deste casamento tem uma filha de 8 anos chamada Montserrat. Como na casa de sua mãe, a harmonia e felicidade em sua casa são apenas aparentes. Mario e ela tem um desgaste especialmente pela terrível obsessão Barbara para ser uma mãe de outro filho. Já que sua filha Montserrat e doente e sofre de asma, forçando Bárbara ir morar na fazenda de Daniel, o primo do marido. Barbara odeia bagunça e tudo o que isso implica. No entanto, do ódio ao amor, há apenas um passo. A despeito de si mesma e Daniel, Barbara passa a viver um tórrido affair Com Daniel primo do seu marido Mario. No entanto, Mario é um homem inteligente e sensível do comportamento e sua esposa que começa a perceber sua mudança.
Greta a matriarca da família também não deixou para trás na seus conflitos amorosos. Em seu passado ela viveu uma grande paixão, e a vida parece dar-lhe uma segunda oportunidade de descobrir que seu grande amor é o pai de Sebastian, o amor de sua filha. Mas nem tudo depende de sua parte para reavivar o relacionamento. Gonzalo, seu marido, tenta em vão fazê-la feliz e nunca permitir que a família se desfaça. 
O que fará Greta com esse sentimento que domina? E sua filha, Fátima e Sebastian quando descobrirem  que seus pais se amaram, e que talvez ainda se amam como no passado? O que vai acontecer com  Fátima e Barbara quando descobrirem que, de acordo com sua mãe, uma delas é a filha de Frederico?
E Fátima, pode esquecer Adrián apesar de ser o primeiro amor na sua vida? Colocará de lado todos os obstáculos à Sebastian, e será feliz? E Barbara, o que terá maior peso para sua família ao lado de Mario e Montserrat ou viver a paixão com Daniel? 
Fátima, Barbara e Greta são três mulheres que foram divididas entre dois amores, entre a vontade da sociedade e o desejo para o homem amado. Fátima, Greta e Barbara, cada uma no seu próprio estilo, encontraram o caminho para a felicidade. Quem vai ter êxito e o quem irá permanecer no seu caminho. 
Três mulheres, uma história de amor que sabe a verdade.

## Elenco
- Karyme Lozano - Fátima Uriarte Saraldi
- Erika Buenfil - Bárbara Uriarte Saraldi de Espinoza
- Norma Herrera - Greta Saraldi de Uriarte-Minski
- Alexis Ayala  - Daniel Subiri Sánchez
- Jorge Salinas - Sebastián Méndez Morrison
- Pedro Armendáriz Jr. - Federico Méndez
- Sergio Sendel - Adrián de la Fuente
- Laura Flores - Sandra María Aguirre
- Galilea Montijo - Maricruz Ruiz
- Dominika Paleta -  Raquel Lerdo Muñoz
- René Casados - Leonardo Marcos
- Niurka Marcos - Yamilé Núñez
- Mariana Seoane - Marcela Durán
- Alejandro Tommasi - Mario Espinosa Sánchez
- Guillermo Capetillo - Manuel Toscano
- Eduardo Verástegui - Ramiro Belmont
- Armando Araiza - Santiago Uriarte Saraldi
- Raúl Ramírez - Frank Minski
- Luz María Jerez - Renata Gamboa
- Maite Embil - Andrea Ibáñez
- Arleth Terán - Brenda Muñoz
- Fabián Robles - Ángel Romero
- Lorenzo de Rodas - Vicente Sánchez
- Maya Mishalska - Paulina
- Ana Bertha Espín - Lucía Sánchez
- María Fernanda Rodríguez - Montserrat "Montse" Espinoza Uriarte
- Susan Vohn - Verania Grip
- Vanessa Guzmán - Carolina Fontaner
- Isadora González - Miriam Cohen
- Sergio Catalán - Valentín
- Maricarmen Vela - Jesusa
- Marina Marín - Ana de Gamboa
- Lucero Lander - Genoveva
- Alejandro Camacho - Salvador Ortega
- Patricio Castillo - Gonzalo Uriarte
- Yolanda Mérida - Eva de la Parra
- Carlos Bracho - Dr. Salazar
- Sergio Reynoso - Adolfo Treviño
- Isaura Espinoza - Diana Carmona
- Socorro Bonilla - Aracely Durán
- Rosángela Balbó - Rosa María Sánchez
- Ninón Sevilla - Yolanda de Núñez
- Manuel Ibáñez - Héctor Gómez
- Ricardo Dalmacci - Claudio Altamirano
- Gerardo Quiroz - Antonio Fernández
- Gabriela Platas - Carla Fonseca
- Luz María Zetina - Paloma
- Elizabeth Aguilar - Nicole Bermúdez
- Paulino Hemmer - Lorenzo Toscano
- Diana Osorio - Verónica Toscano
- Rafael del Villar - Eduardo
- Sharis Cid - Loren Covarruvias
- Hugo Acosta - Rafael
- Cesar Castro - Eugenio Gamboa
- Yadira Santana - Dr. Olivia Soler
- Manola Diez - Ximena
- Jana Raluy - Sonia
- María Prado - Meche
- Queta Lavat - Susana
- Silvio Fornaro - Diego Aguirre
- Mauricio Bonet - Tavo Galindo
- Theo Tapia - Don Pepe
- María Dolores Oliva - Rita
- Adrián Alfaro
- Gabriela Araujo - Mamá de Adrián
- Francisco Avendaño - Dr. Alberto Valero
- Ernesto Bog - Carlos
- Rosita Bouchot
- Jesús Briones
- Horacio Castelo
- Miguel Serros - Nicolás
- Ricardo Chávez - Andrés
- Amira Cruzat - Dulce
- Juan Ángel Esparza - Rodrigo Balmori
- Carlos González - Miguel
- Jaime Herner - Sergio
- María Idalia - Magda
- Bobby Larios - Mauro
- Jaime Lozano - Demetrio López
- Bibelot Mansur - Gina
- Guillermina Martínez
- Rubén Morales - Javier
- Martín Muñoz - Omar
- Gustavo Negrete - Abogado
- Iliana Pereyra
- Polly - Sofía
- Luis Reynoso - Gabriel Uribe
- Juan Ríos
- Adriana Rojo - Olga
- Juan Romanca - Carlos
- Javier Ruán - Flavio Guzmán
- Benito Ruiz
- Hanny Sáenz
- Jessica Salazar - Esther
- Andrea Soberón - Macarena
- Rocío Sobrado
- Carlos Soriano - Henry
- Abraham Stavans - Padre Mateo
- Carlos Speitzer - Remigio
- Jorge Trejo - Renato
- Tere Valadez - Secretaria
- Ricardo Vera - Fernando de la Fuente
- Jacqueline Voltaire - Melinda

## Audiência
Obteve uma média geral de 22,7 pontos.  Foi um sucesso, chegando a superar o horário das 21h sendo a maior audiência da emissora.

## Exibição
Foi reprisada pelo canal TLNovelas entre 1 de junho e 11 de dezembro de 2020, substituindo El extraño retorno de Diana Salazar e sendo substituída por Mariana de la noche.

## Equipe de Produção
- História original : Martha Carrillo, Cristina García
- Edição literária : Ximena Suárez
- Cenografia : Isabel Chazaro e Alfonso Vilchis
- Ambientação : Patricia de Vicenzo
- Desenho de vestuário : Monica Aceves e Lorena Blanco
- Desenho de imagem : Televisa San Ángel
- Continuidade : Lucero Osorio Rojas e Daniel Rendón
- Assessor de iluminação : Héctor Fito García
- Direção de câmeras : Carlos Sánchez Zuñiga
- Chefe de produção : Liliana Cuesta
- Gerente de produção : Daniel Estrada
- Coordenação geral de produção : Victor M. Ceballos
- Musicalizador : Juan López
- Editora : Gabriela Múzquiz
- Direção adjunta : Gustavo Hernández
- Diretor geral : Raúl Araiza
- Produção : Roberto Hernández

## Prêmios e Indicações

### Prêmio TVyNovelas 2000
| Categoria                 | Nomeado(a)        | Resultado |
| ------------------------- | ----------------- | --------- |
| Melhor telenovela         | Roberto Hernández | Nomeado   |
| Melhor atriz protagonista | Erika Buenfil     | Nomeada   |
| Melhor primeira atriz     | Norma Herrera     | Ganhadora |
| Melhor atriz de reparto   | Maite Embil       | Nomeada   |
| Melhor atriz jovem        | Karyme Lozano     | Ganhadora |